# Савушкин, который не верил в чудеса
«Савушкин, который не верил в чудеса» — советский мультипликационный фильм по мотивам рассказа Владлена Бахнова «Савушкин, который никому не верил».
Около половины мультфильма представляет собой тотальную мультипликацию.

## Сюжет
Экономист приходно-расходного отдела советского учреждения Савушкин Евгений Севостьянович занят ежедневной рутинной работой. И периодически сталкиваясь на улице со сказочными явлениями и персонажами, не верит в них, и с удивлением, сарказмом и негодованием рассказывает об этом в своём коллективе. Но неожиданно его встречи находят реальное и документальное продолжение.
Лягушку, которую Савушкин встретил в пригородной роще и отказался целовать по её просьбе, поцеловал зоотехник Свирелькин. И, как следует из сказочной логики, лягушка превратилась в красавицу-принцессу, а Свирелькин собрался на ней жениться. Запоздалая попытка Савушкина во время отпуска за свой счёт отыскать царевну-лягушку не увенчалась успехом.
Следующая встреча была с Золотой рыбкой, которую Савушкин выловил в пригородном озере и в которую также не поверил, отнеся в зоомагазин. В магазине Рыбку купил рыбак-пенсионер Ваклушкин, выпустивший по её просьбе обратно в озеро и получивший в награду улучшенную обстановку квартиры и жену, преображённую в красавицу Софи Лорен. И снова запоздалая попытка Савушкина во время отпуска за свой счёт отыскать Золотую рыбку не увенчалась успехом.
Решив не упускать сказочную удачу, Савушкин, встретившись на пороге своей квартиры с Королём, отдал ему в ответ на его просьбу «Полцарства за коня!» вместо коня личный мотоцикл «Ява». Король, лихо уехав на мотоцикле, пропал. Вскоре милицией был найден в овраге разбитый мотоцикл Савушкина. Расстроенному и окончательно разуверившемуся в чудесах экономисту, неожиданно позвонил по телефону Король и предложил получить причитающиеся полцарства за коня-мотоцикл.

## Создатели
| автор сценария            | Елена Баринова                                                                   |
| режиссёр                  | Елена Баринова                                                                   |
| художник-постановщик      | Наталья Чернышёва                                                                |
| композитор                | Владимир Быстряков                                                               |
| оператор                  | Анатолий Гаврилов                                                                |
| звукооператор             | Виктор Щиголь                                                                    |
| художники-мультипликаторы | Александр Лавров, Наталья Марченкова, В. Врублевский, И. Бородавко               |
| роли озвучили             | Георгий Кислюк, Лидия Яремчук, Давид Бабаев, Мальвина Швидлер, Аркадий Гашинский |
| ассистенты                | Р. Лумельская, С. Васильева                                                      |
| художники                 | Т. Черни, О. Янковская                                                           |
| редактор                  | Светлана Куценко                                                                 |
| директор картины          | Иван Мазепа                                                                      |

## Награды
- 1984 — XVII Всесоюзный кинофестиваль в Киеве — Вторая премия в разделе мультфильмов.[2]

## Переиздания на DVD
- В сборнике «Три панька». Дистрибьютор: Мастер Тэйп[3].